# 2n districte de París
El 2n districte és un dels vint districtes de París, França. Es troba a la Riba Dreta del Sena. Juntament amb els adjacents 8è i 9è districtes, comprèn un important nucli comercial, centrat al Palau Garnier, que allotja la concentració d'activitats comercials més gran de la ciutat. Aquest districte inclou l'antiga borsa de París i un gran nombre de quarters generals de bancs, així com un districte tèxtil conegut com a Le Sentier i la sala de concerts Opéra-Comique.
El segon districte també comprèn totes les galeries comercials amb vidre envernissat del segle xix que encara queden. A principis del segle xix, molts dels carrers de París eren foscs i fangosos i no tenien vorera. Uns quants empresaris van copiar l'èxit del Passage des Panoramas i les seves voreres il·luminades, seques i pavimentades. A mitjans del segle xix ja hi havia unes vint-i-cinc galeries com aquesta, però moltes d'elles van desaparèixer a mesura que les autoritats parisines van pavimentar els carrers principals, van posar voreres i instal·lar enllumenat públic a gas. Les galeries comercials restants són – sense comptar el mateix Passage des Panoramas – la Galérie Vivienne, el Passage Choiseul, la Galérie Colbert, el Passage des Princes, el Passage du Grand Cerf, el Passage du Caire, el Passage Lemoine, el Passage Jouffroy, el Passage Basfour, el Passage du Bourg-L'Abbé i el Passage du Ponceau.

## Geografia
El 2n districte és el més petit de tots, amb una àrea de només 0,992 km².

## Demografia
El 2n districte va assolir la seva població màxima abans del 1861, malgrat que el districte va començar a existir en la seva forma actual a partir de la reorganització de París el 1860. A l'últim cens (1999), la població era de 19.585 habitants, i comptava amb 61.672 llocs de treball. Aquesta abundància de treball, juntament amb la seva extensió reduïda, fa que sigui el districte amb la concentració d'activitat comercial més alta de la capital.

### Població històrica
| Any (dels censos francesos) | Població | Densitat (hab. per km²) |
| --------------------------- | -------- | ----------------------- |
| 1861 (població màxima)      | 81.609   | 82,267                  |
| 1872                        | 73.578   | 74,321                  |
| 1954                        | 41.780   | 44,300                  |
| 1962                        | 40.864   | 41,194                  |
| 1968                        | 35.357   | 35,642                  |
| 1975                        | 26.328   | 26,540                  |
| 1982                        | 21.203   | 21,374                  |
| 1990                        | 20.738   | 20,905                  |
| 1999                        | 19.585   | 19,743                  |

## Barris
Cadascun dels vint districtes de París se subdivideix en quatre barris (quartiers). Aquests són els quatre barris del 2n districte:
- Quartier Gaillon
- Quartier Vivienne
- Quartier du Mail
- Quartier de Bonne-Nouvelle

## Mapa

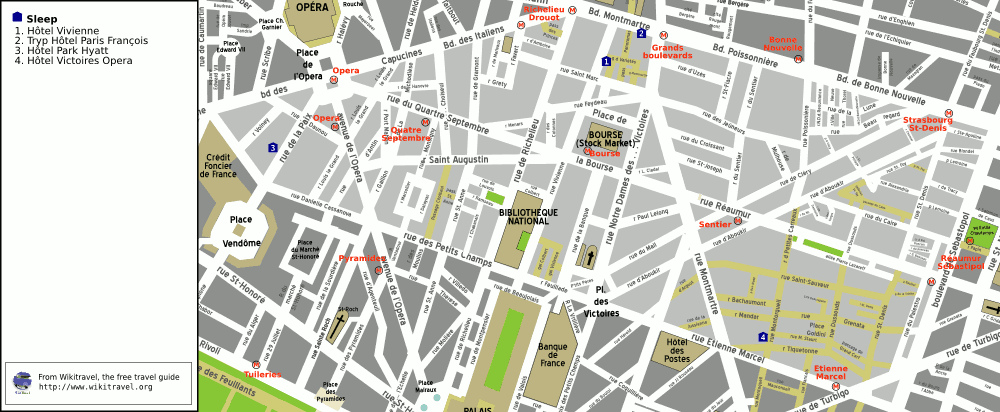
Mapa del 2n districte

## Llocs d'interès
- Borsa de París (Palau Brongniart, antic quarter general)
- Opéra-Comique
- Passage des Panoramas

## Carrers i places
- Place de la Bourse
- Avenue de l'Opéra (en part)
- Rue du Quatre-Septembre
- Rue Réaumur
- Rue Montmartre
- Rue du Faubourg-Montmartre
- Rue Notre-Dame des Victoires
- Rue Saint-Denis
- Rue Saint-Sauveur
- Rue du Louvre
- Rue de Turbigo
- Rue Étienne-Marcel
- Rue des Petits-Champs
- Boulevard des Capucines
- Boulevard des Italiens
- Boulevard Montmartre
- Boulevard Poissonnière
- Boulevard de Bonne-Nouvelle
- Boulevard Saint-Denis
- Boulevard Sébastopol
- Rue des Capucines
- Rue de Cléry
- Rue Monsigny